# Brodalumab
El brodalumab, comercializado bajo las marcas Siliq y Kyntheum, es un medicamento utilizado para tratar la psoriasis en placas. Se utiliza específicamente para la enfermedad de moderada a grave en personas que no han mejorado con otros tratamientos. Este medicamento se administra mediante inyección bajo la piel  .
Los efectos secundarios más frecuentes son dolor articular, dolor de cabeza, cansancio, diarrea, dolor de garganta, náuseas, disminución de glóbulos blancos e infecciones por tiña. Otros efectos secundarios pueden ser infecciones y enfermedad de Crohn. No está claro la seguridad de este medicamento durante el embarazo. Se trata de un anticuerpo monoclonal que bloquea la interleucina 17. 
Este medicamento fue aprobado para uso médico en los Estados Unidos y Europa en 2017. En el Reino Unido, 4 semanas de medicación cuestan al NHS alrededor de 1,300 libra esterlina a partir de 2021. En los Estados Unidos, esta cantidad cuesta alrededor de 2,800 dólares estadounidenses .